# Гафуров, Джабар
Джабар Гафуров (1924 — 27.12.1996) — Участник Великой Отечественной войны. Монтёр Хорогского эксплуатационно-технического узла связи Министерства связи Таджикской ССР, Горно-Бадахшанская автономная область. Герой Социалистического Труда (18.01.1958).

## Биография

### Начальная биография
Родился в 1924 (по другим данным, в 1925) году в кишлаке Рубат Калай-Хумбского тюменя Гармского вилайета Таджикской ССР (Узбекская ССР), ныне — Дарвазского района Горно-Бадахшанской автономной области Таджикистана. Таджик.
Несовершеннолетним юношей трудился в колхозе. 

### В Великую Отечественную войну
В мае 1942 года, приписав себе год, призван Калай-Хумбским РВК в Красную армию. Участник Великой Отечественной войны. Воевал автоматчиком 3-го стрелкового батальона 164-го гвардейского стрелкового полка 55-й гвардейской стрелковой дивизии (Отдельная Приморская армия). 
Гвардии красноармеец Гафуров Д. освобождал Северный Кавказ, награждён медалями «За отвагу» и «За оборону Кавказа». За доблесть и мужество, проявленные в боях по освобождению Белоруссии, награждён орденом Красной Звезды. Прошёл с боями вместе с дивизией Польшу, Восточную Пруссию, Германию и Чехословакию. Трижды ранен. Его прославленная 55-я гвардейская стрелковая Иркутско-Пинская, ордена Ленина, трижды Краснознамённая, ордена Суворова дивизия имени Верховного Совета РСФСР участвовала в таких операциях, как Битва за Кавказ, Керченско-Эльтигенская десантная операция, Белорусская операция, Восточно-Прусская операция, Берлинская операция, и Пражская операция.

### После войны
После демобилизации вернулся в Таджикскую ССР, в родной Калай-Хумбский район Гармской области (с 1955 года район республиканского подчинения, с 1965 года — в составе Горно-Бадахшанской автономной области). С 1947 года работал монтёром Гармского эксплуатационно-технического узла связи (ЭТУС). В 1955—1960 годах — монтёр Душанбинского ЭТУС.
С 1960 года трудился монтёром Хорогского ЭТУС в Горно-Бадахшанской автономной области, где ему пришлось обслуживать особо ответственный участок связи, соединяющей Москву и столицу Таджикской ССР Душанбе с центром автономной области Хорогом. На его участке, проходившем в экстремальных условиях перевала Хабурабат (одного из опаснейших в СССР), всегда вовремя выполнялись профилактические работы, обрывы на линии происходили крайне редко и оперативно ликвидировались.

### Трудовой подвиг
Указом Президиума Верховного Совета СССР от 4 мая 1971 года за выдающиеся успехи, достигнутые в выполнении заданий пятилетнего плана по развитию средств связи, телевидения и радиовещания, Гафурову Джабару присвоено звание Героя Социалистического Труда с вручением ордена Ленина и золотой медали «Серп и Молот».
Продолжал трудиться монтёром до выхода на заслуженный отдых. За долгие годы работы обучил своему передовому опыту многих монтёров по обслуживанию магистральной связи.
Жил в городе Вахдат Вахдатского района Таджикской ССР. Умер 27 декабря 1996 года.

## Награды
- Золотая медаль «Серп и Молот» (04.05.1971)
- Орден Ленина (04.05.1971)
- Орден Отечественной войны I степени (11.03.1985)[5]
- Орден Красной Звезды (12.10.1944)[3]
- Медаль «За отвагу» (СССР)  (29.01.1944)[6]
- Медаль «За освобождение Варшавы» (1945)[7]
- Медаль «В ознаменование 100-летия со дня рождения Владимира Ильича Ленина» (6 апреля 1970)
- Медаль «За доблестный труд»
- Медаль «За победу над Германией в Великой Отечественной войне 1941—1945 гг.» (9 мая 1945[8])[7]
- Медаль «За взятие Берлина» (9.06.1945)
- Медаль «За освобождение Праги» (9.06.1945)
- Юбилейная медаль «Двадцать лет Победы в Великой Отечественной войне 1941—1945 гг.» (7 мая 1965[9])
- Юбилейная медаль «Тридцать лет Победы в Великой Отечественной войне 1941—1945 гг.»[10]
- Медаль «Сорок лет Победы в Великой Отечественной войне 1941-1945 гг.»[11]
- Медаль Жукова (1994)[12]
- Юбилейная медаль «50 лет Победы в Великой Отечественной войне 1941—1945 гг.»
- Медаль «Ветеран труда»
- Медаль «30 лет Советской Армии и Флота»[13]
- Юбилейная медаль «40 лет Вооружённых Сил СССР»[14]
- Юбилейная медаль «50 лет Вооружённых Сил СССР» (26 декабря 1967[15])
- Юбилейная медаль «60 лет Вооружённых Сил СССР» (28 января 1978[16])
- Юбилейная медаль «70 лет Вооружённых Сил СССР» (28 января 1988[17])
- Знак «Гвардия»
- Знак МО СССР «25 лет Победы в Великой Отечественной войне» (24 апреля 1970)

- Почётной Грамотой Президиума Верховного Совета Таджикской ССР.

## Память
- На могиле установлен надгробный памятник.
- Его имя увековечено в Главном Храме Вооружённых сил России, и навсегда запечатлено на мемориале «Дорога памяти» .